# Fomena (Mfantsiman)
Fomena – miasto w dystrykcie Mfantsiman w Regionie Centralnym w Ghanie.